# Clas Sparre
Clas Sparre (* 5. Juni 1898 in Finnland; † 9. März 1948 in Stockholm) war ein schwedischer Graf, Militärflieger und Industriemanager.
Graf Clas Eric Sparre war der zweite Sohn des Malers und Grafikers Louis Sparre (1863–1964) und dessen Ehefrau Eva Mannerheim (1870–1957), einer Schwester von Carl Gustaf Emil Mannerheim. 
Sparre wuchs in der finnischen Heimat seiner Mutter auf und beteiligte sich 1918 als freiwilliger Kampfpilot am Finnischen Bürgerkrieg auf der Seite der „Weißen“. Er war ab 1933 Leiter der Zentralen Flugwerkstatt (CFV) in Västerås und wurde 1937 Flugdirektor zweiten Grades. Zwischen 1937 und 1943 war er Chefingenieur und Assistent des Leiters der Svenska Aeroplan Aktiebolaget (SAAB) und leitete die Werke in Trollhättan. Danach kehrte er in die Luftwaffe zurück.
Sparre war von 1927 bis 1946 verheiratet mit Anna, einer Tochter von Theodor Adelswärd und ab 1948 mit Eva Rythén.